# Prothrinax
Prothrinax là một chi bướm đêm thuộc họ Noctuidae.

## Loài
- Prothrinax luteomedia (Smith, 1907)